# Mouche (esthétique)
Pour les articles homonymes, voir mouche (homonymie).

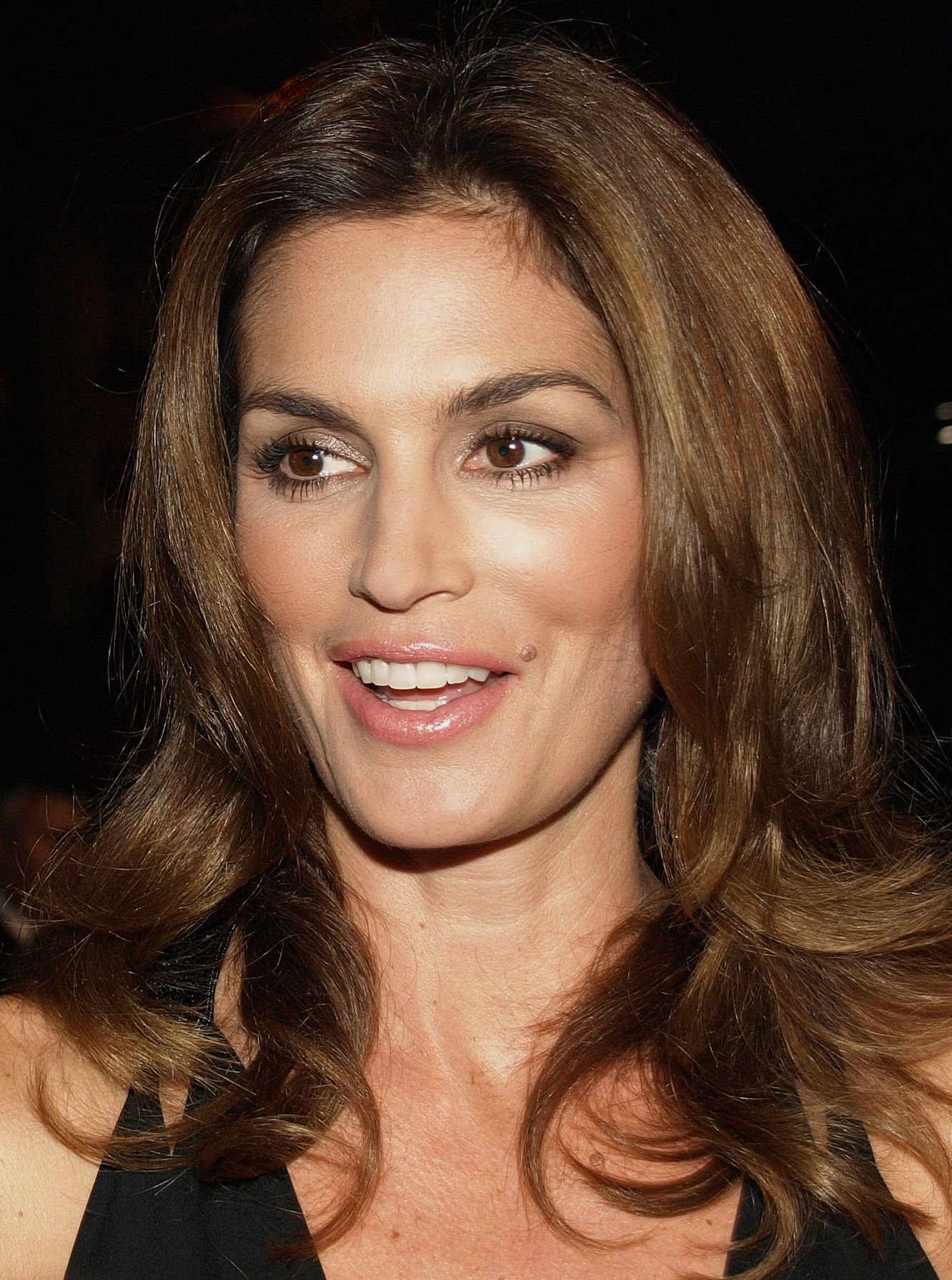
Le mannequin américain Cindy Crawford, ici en 2009, renommée entre autres pour sa « mouche » naturelle au coin supérieur gauche des lèvres.

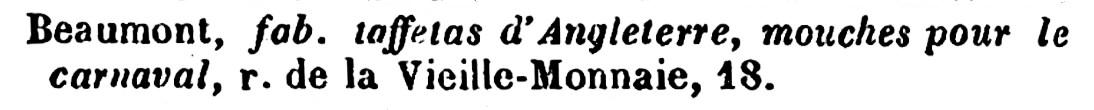
Almanach du commerce de Paris 1837, annonce d'un fabricant de « mouches pour le carnaval ».

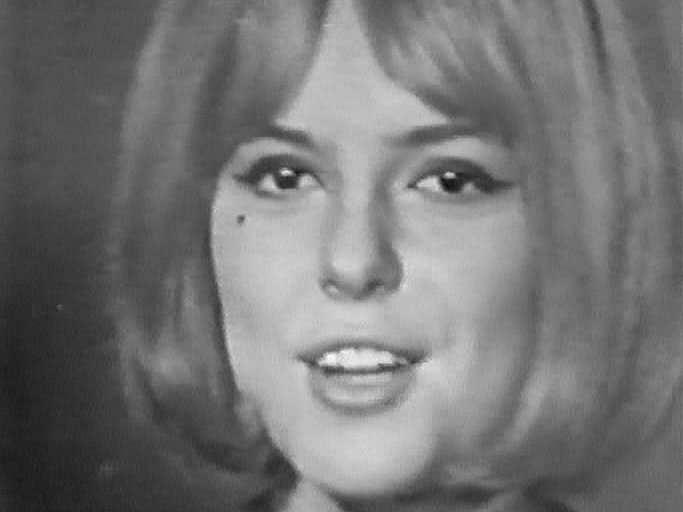
France Gall avait une mouche en haut de la joue droite au début de sa carrière.

Dans le domaine esthétique, une mouche, appelée aussi mouche de beauté, désigne l'imitation d'un nævus situé le plus fréquemment sur un côté supérieur de la bouche ou au niveau du décolleté. Par extension, cette expression désigne également un nævus naturel situé à un endroit similaire, qui est plutôt appelé grain de beauté.
Pour le Dictionnaire de l'Académie française, il s'agit plus précisément d'un « petit rond de taffetas ou de velours noir, ou d'un point de crayon spécial, imitant le grain de beauté, que les femmes se mettent parfois sur le visage ou sur le décolleté ». La mouche peut également être créée par maquillage permanent ou avec des pigments de tatouage traditionnels.
Créées pour masquer des imperfections ponctuelles (notamment les marques de variole), les mouches de beauté prennent des formes de plus en plus complexes et remplissent des fonctions esthétiques ou symboliques. Leur utilisation souligne la blancheur laiteuse de la peau des hommes, des femmes et des enfants de la haute société (noblesse au « sang bleu » mais aussi bourgeoisie cherchant à imiter l'aristocratie), ce qui « les différencie du peuple laborieux des villes et des campagnes à la peau burinée par le soleil et le grand air et prématurément vieillie par une vie quotidienne rude ». Elles marquent ainsi le statut, « une reconnaissance d’une appartenance sociale par le commun et par le groupe lui-même ».
À l'époque de cette mode typique des Précieuses, les mouches peuvent être placées à divers endroits, notamment sur le visage, pour souligner la blancheur du teint (le « sang bleu ») et attirer le regard sur les yeux, les joues ou la bouche. Elles permettent aussi un langage corporel selon leur position, et révéler tel ou tel aspect du caractère de sa porteuse.
Voici les noms par lesquels Antoine Le Camus les désigne selon la place qu'elles occupent et l'accent qu'elles impriment au visage :
On peut ajouter à celles-ci, la galante au milieu de la joue, la receleuse placé sur un bouton, la baiseuse au coin de la bouche, la coquette sur les lèvres. 
Au milieu du XVIIIe siècle, on a vu Mme de Pompadour, très proche du Roi et des cercles de pouvoir, disposer des mouches sur les plans de bataille du maréchal d'Estrées pour marquer les postes de défense ou d'attaque des campagnes de 1757.
Il arriva que des hommes portent la mouche sur le visage, principalement à Aix-en-Provence et à Paris. Un certain Dumont en 1699, note dans son ouvrage Le Voyage en Provence :

« Sur le Cours Mirabeau, on voit des femmes bien faites, mais il faut avouer que dans cette ville les hommes surpassent les femmes en beauté. C'est une merveille de voir les jeunes gentilshommes d'Aix, il y en a dix ou douze, entre autres, qui ne le cèdent point aux plus charmantes dames. Ce sont des teints de lis ou de rose, des yeux de feu et des bouches admirables, enfin des Adolphe ou des Joconde. C'est aussi ce qui fait dire communément en Provence au sujet de la beauté: hommes d'Aix et femmes de Marseille. »

La boîte à mouche faisait nécessairement partie du service de toilette des Dames.